# Nicole Dubuisson
Pour les articles homonymes, voir Dubuisson.
Nicole Dubuisson est une peintre belge autodidacte née à Binche en 1935.

## Biographie
Après avoir choisi dans un premier temps la voie de la haute-couture, Nicole Dubuisson s'initie peu à peu à la peinture.
Au début des années 1980, elle décide de s'y consacrer entièrement, approfondissant son art dans différents ateliers d'artistes.
Elle expose régulièrement depuis 1985 jusqu'à son décès[Quand ?].

## Principales expositions personnelles
- Galerie Horizons, Bruxelles
- Galerie d'Haudrecy, Knokke-le-Zoute
- J. Bastien-Art, Bruxelles
- Cercle artistique Communal de Waterloo, Waterloo
- Salle 150, Hôtel de Ville de Woluwé-Saint-Pierre, Bruxelles
- Galerie Ransbeck, Ohain
- Art Gallery Charlotte van Lorreinen, Tervuren

Anvers, Marche, Lille, Maastricht, Luxembourg

## Expositions collectives
- Bruxelles
- Knokke-le-Zoute
- Paris
- Dubaï
- Montréal
- Manhattan…

## Sources
- Le dictionnaire des peintres belges du XIVe siècle à nos jours (Edit. La Renaissance du Livre)
- Dictionnaire biographique illustré des artistes en Belgique depuis 1830 (Edit. Arto)
- Nicole Dubuisson (monographie par Stéphane Rey, Monique Verdussen et Michel Dubuisson)
- Dictionnaire des artistes et plasticiens de Belgique des XIXe et XXe siècles, Paul Piron, Lasnes, Éditions Arts in Belgium, vol. A→K -, p. 519
- De Belgische Beeldende Kunstenaars uit de 19e en 20e eeuw (Art in Belgium)